# A/R
Pour les articles homonymes, voir Aller retour (homonymie).
A/R (comme Aller/Retour) est un magazine de voyage bimestriel, créé par les éditions du Plâtre, une maison d'édition indépendante fondée en mai 2010 par Sandrine Mercier et Michel Fonovich.

## Contenu rédactionnel
A/R donne envie de voyager près de chez soi comme aux antipodes par des reportages où les journalistes en plus d'informer relatent leur expérience de voyageur avec humour. Il s’intéresse aux destinations improbables, aux galères que l'on rencontre en voyage, à la cuisine sous tous ses goûts, aux photographes en devenir, aux carnettistes méconnus. Une place importante est aussi réservée aux photos qui rehaussent les textes en saisissant l’essence d’un instant. Enfin, le magazine questionne les alternatives au tourisme de masse et relève les meilleures initiatives, celles qui font la part belle au respect de l’environnement et des peuples. Le magazine a, à ce titre, reçu le « Trophée Information » des « Trophées du Tourisme Responsable » organisés par Voyages-sncf.com en octobre 2011.
D'après National Geographic, « ce magazine bimestriel fourmille d'informations originales... et durables. Les sujets de fond alternent avec les bons plans. Le ton est léger et agréable, le style relevé par des pointes d'humour subtil et impertinent ». Et pour Charlie Hebdo, c'est un magazine « intelligent et décontracté du gland ».